# Обединение
Обединение (болг. Обединение) — село в Болгарии. Находится в Великотырновской области, входит в общину Полски-Трымбеш. Население составляет 662 человека (2022).

## Политическая ситуация
В местном кметстве Обединение, в состав которого входит Обединение, должность кмета (старосты) исполняет Петыр Атанасов Тошев (Болгарская социалистическая партия (БСП)) по результатам выборов правления кметства.
Кмет (мэр) общины Полски-Трымбеш — Георги Александров Чакыров (независимый) по результатам выборов в правление общины.